# Сибирь (Алтайский край)
Сибирь — посёлок в Егорьевском районе Алтайского края России. Входит в состав Новоегорьевского сельсовета.

## География
Посёлок находится в юго-западной части Алтайского края, в степной зоне, на расстоянии примерно 15 километров (по прямой) к востоку-юго-востоку (ESE) от посёлка Новоегорьевское, административного центра района.

Климат умеренный, континентальный. Средняя температура января составляет −12,5 °C, июля — +18,6 °C. Годовое количество осадков составляет 362 мм.

## Население
| 1997 | 1998 | 1999 | 2000 | 2001 | 2002 | 2003 |
| ---- | ---- | ---- | ---- | ---- | ---- | ---- |
| 52   | ↗54  | ↗56  | ↘55  | →55  | ↘45  | ↗46  |
| 2004 | 2005 | 2006 | 2007 | 2008 | 2009 | 2010 |
| ↘35  | ↗36  | ↘31  | ↗35  | ↘31  | ↘28  | ↘27  |
| 2011 | 2012 | 2013 |      |      |      |      |
| ↘26  | ↘23  | ↘18  |      |      |      |      |

Согласно результатам переписи 2002 года, в национальной структуре населения русские составляли47 %, казахи — 42 %.